# Francisco Moreno Barrón
Francisco Moreno Barrón (nacido el 3 de octubre de 1954) es un obispo mexicano que ha servido como obispo auxiliar en la Arquidiócesis de Morelia de 2002 a 2008 y el 28 de marzo de 2008 el papa Benedicto XVI le nombró como tercer obispo de Tlaxcala, instalándose en la diócesis el 28 de mayo de 2008 sirviendo desde entonces como pastor de esta diócesis. El 16 de junio de 2016 el papa Francisco le designó Arzobispo de Tijuana. Fue ordenado sacerdote el 25 de febrero de 1979.

## Primeros años
Mons. Moreno Barrón nació en la ciudad de Salamanca, Guanajuato el 3 de octubre de 1954. Realizó sus estudios sacerdotales en el Seminario de Morelia ingresando en 1966. Recibió la ordenación sacerdotal del entonces Arzobispo emérito de Morelia Estanislao Alcaraz Figueroa el 25 de febrero de 1979.

## Párroco
Durante cinco años sirvió como pastor en la parroquia de Santa Ana en Zacapu, posteriormente fue rector del templo de Cristo Rey en Morelia y fue responsable diocesano de la Pastoral Juvenil. Fue rector y primer párroco del Señor de la Misericordia en Morelia hasta el año 2000 en que fue nombrado vicario episcopal.

## Obispo
El 2 de febrero de 2002 el papa Juan Pablo II lo nombró obispo auxiliar de Morelia. El 20 de marzo de 2002 fue consagrado por Mons. Alberto Suárez Inda. Siguió trabajando con los jóvenes en la Conferencia del Episcopado Mexicano tercer obispo de Tlaxcala por el papa Benedicto XVI. El 16 de junio de 2016 el papa Francisco lo nombró Arzobispo Metropolitano de Tijuana, tomó posesión el 11 de agosto de 2016.